# تسوتسنهایم
تسوتسنهایم (به آلمانی: Zotzenheim) یک شهر در آلمان است که در ماینتس-بینگن واقع شده‌است. تسوتسنهایم ۶۷۲ نفر جمعیت دارد.